# Oleksandr Areschtschenko
Oleksandr Walentynowytsch Areschtschenko (ukrainisch Олександр Валентинович Арещенко; * 15. Juni 1986 in Luhansk) ist ein ukrainischer Schachmeister.
2000 wurde er Jugendweltmeister bei den U14 in Oropesa del Mar. Er ist seit 2001 Internationaler Meister und seit 2002 Großmeister. 2005 wurde er ukrainischer Meister in der Einzelkonkurrenz. 2009 konnte er ein Open in Mumbai und eines in Zürich jeweils im Tie-Break gewinnen.
Areschtschenko konnte sich zweimal für den Schach-Weltpokal qualifizieren und erreichte sowohl 2005 als auch 2009 die dritte Runde. Im November 2017 erklärte er seine Profi-Karriere für beendet.

## Mannschaftsschach

### Nationalmannschaft
Während Areschtschenko noch an keiner Schacholympiade teilgenommen hat, gehörte er bei den Mannschaftsweltmeisterschaften 2011, 2013 (bei denen die ukrainische Mannschaft jeweils den dritten Platz erreichte) und 2017 sowie bei den Mannschaftseuropameisterschaften 2007, 2013 und 2015 zur ukrainischen Auswahl.

### Vereinsschach
Areschtschenko wurde viermal ukrainischer Mannschaftsmeister, nämlich 2002 mit Kramatorsk, 2007 mit Keystone Kiew sowie 2008 und 2009 mit PVK Kiew. Die russische Mannschaftsmeisterschaft gewann er 2012 mit Tomsk-400. In der deutschen Schachbundesliga spielt er seit 2005 für Werder Bremen, in der polnischen Ekstraliga gehört er seit 2013 der Mannschaft von KSz HetMaN Szopienice (seit 2015 WASKO HETMAN Katowice) an, mit der er 2013, 2015, 2016 und 2017 Meister wurde. In Spanien spielte er 2007 für CA La Caja Las Palmas und 2017 für Mérida Patrimonio de la Humanidad Ajoblanco, in Ungarn in den Saisons 2016/17 und 2018/19 für DVTK Sport Korlátolt Felelősségű Társaság und in Frankreich 2017 für Grasse Echecs. Areschtschenko nahm neunmal am European Club Cup teil, dabei erreichte er 2008 mit PVK Kiew den dritten Platz, während er in der Einzelwertung 2011 das beste Ergebnis am vierten Brett erzielte, 2003 am dritten sowie 2008 am vierten Brett jeweils das drittbeste Ergebnis.